# Titanic (hudební skupina)
Titanic byla brněnská heavy metalová skupina, která byla založena na přelomu let 1984 a 1985. Vydání prvního alba otevřelo cestu kapele i do zahraničí, např. v Bulharsku se seznámili s kytaristou Georgim Enčevem ze skupiny Impuls, který pak se stal stálým členem Titanicu. Skupina Titanic svoji činnost ukončila v roce 2002, obnovena byla roku 2009. Členem kapely byl od roku 2011 i bubeník Martin Škaroupka. Začátkem roku 2019 nastoupil na post kytaristy Marek „Ashok“ Šmerda místo Georgima Enčevema. Kapela ukončila aktivní činnost v roce 2023 po úmrtí zpěváka a kytaristy Zdeňka Černého, posledního hrajícího zakládajícího člena kapely. Zbývající členové skupiny se rozhodli věnovat se pouze vzpomínkovým aktivitám, jako je vydání historického záznamu koncertu či vzpomínkové vystoupení.

## Diskografie
- 1989 – Metal Celebration
- 1990 – Ábel
- 1993 – Titanic 3
- 1995 – Rockové balady
- 2013 – Double Time
- 2016 – Metalovej svátek živě
- 2018 – Soumrak Titánů
- 2020 – Soumrak Titánů živě
- 2021 – ON
- 2024 – Jihlava 1987

## Singly
- 1988 – Vizáž  (split s kapelou Sifon)
- 1989 – Figurina / Bludnej kruh – Rockmapa 9 (nahr. 1988)

## DVD
- 2012 – Metal Celebration Live 2011

## Ostatní
- 1986 – Eso Herz – Live in Ostrava
- 1987 – Eso Herz – Live in Barča
- 1989 – Eso Herz – Živé Klobouky – live 21. 1. 1989